# ウェストミンスター・レコード
ウェストミンスター・レコード (Westminster Records) はかつて存在したアメリカ合衆国のレコードレーベルで、1949年から1965年まで録音を行なった。原盤権は、現在ドイツ・グラモフォンが保有している。

## 歴史
ウェストミンスター・レコードはニューヨークにあった「ウェストミンスター・レコード・ショップ」のオーナーであり、アメリカを拠点とするイギリス人ビジネスマン、ジェイムズ・グレイソン (1897-1980) が、1949年にミッシャ・ナイダ（Mischa Naida、1900-1991 のちにレコード通信販売会社ミュージカル・ヘリティッジ・ソサエティを設立）とヘンリー・ゲイジ、チェコの指揮者のヘンリー・スヴォボダと共同設立した。
レーベルのシンボルマークはビッグ・ベンを形象しており、マーキュリー・レコードの「リビング・プレゼンス」のようなワンポイント・マイクによる録音技術に則って、スローガンを「ナチュラル・バランス」とした。ウェストミンスターでは録音に磁気テープを使用することで、長期保存に適したビニール・レコードの製造マスター編集が可能となった。録音は主にウィーンで行なわれたが、これは多数のミュージシャンが居住し、低コストで録音が行なえるからであった。1951年にはコンサルタントであったクルト・リスト (1913-1970)が1952年にスヴォボダに代わってプロデューサーに就任した。 アルバン・ベルクに師事したクルト・リストはウェストミンスターの思想をあらわしたキーワード「ハイ・フィデリティ」を提示して、レーベルのブランドイメージ向上に貢献した。
発足当初から、ウェストミンスターが製作するアルバムの音質は、市場に流通している他社の製品より優れており、オーディオマニアの間ですぐに人気を得た。カタログ参照数は1951年の半ばで150、1954年には500、5年後には1000に達した。1953年からはイギリス国内への供給をニクサ・レコードが請け負った。ウェストミンスターは1956年8月からステレオ録音を開始し、その中にはスウェーデンの作曲家、ヒューゴ・アルヴェーンの自作自演盤が含まれており、収録時間を短めに設定して音質向上を図った「ウェストミンスター・ラボラトリー」と銘打たれたシリーズは、ウェストミンスターの通常盤アルバムよりも価格が高く設定されていた。
ウェストミンスターは1960年代初頭にABCパラマウントに買収され、シンボルマークもレコード盤を模した楕円形のものに変わったが、しばらくは新譜の製作を続け、「ウェストミンスター・ゴールド」と名づけたシリーズ企画で旧録音を再発売したが、1965年6月をもって新録音盤の製作を終了した。一方、ABCパラマウントから改称したABCレコードは、1970年代初めに「ウェストミンスター・ゴールド」の再発売を始め、高校生や大学生のリスナー向けに、アート・ディレクターのクリストファー・ウォーフがデザインした、ユーモアのあるファンタジックなアルバム・カバーも追い風となり、大きなセールスを記録した。
1979年、ABCレコードはウェストミンスターの原盤権を手離し、MCAが権利を取得した。MCAはウェストミンスターのクラシック音楽部門のアルバム製造販売を始める一方、ABCレコードのクラシック音楽部門の責任者であったジョン・シーヴァーズを雇い、社内で新しくクラシック部門を立ち上げた。1980年、MCAはコマンド・レコード、アメリカ・デッカ、ABC/ウェストミンスター・レコードの多くのカタログを「MCAウェストミンスター・レーベル」から再発売した。
ABCレコード時代には日本での配給元も移り変わり、現在はユニバーサルミュージックが配給を行なっている。ABCレコードの原盤権がさまざまなレコード会社を転々とした影響で、1980年代にはマスターテープの所在が不明になっていたが、1992年ごろから始められたMCAビクターの日本法人による調査の末にマスターテープが発見され、1996年から主要作品が順次再発売された。

## カタログ

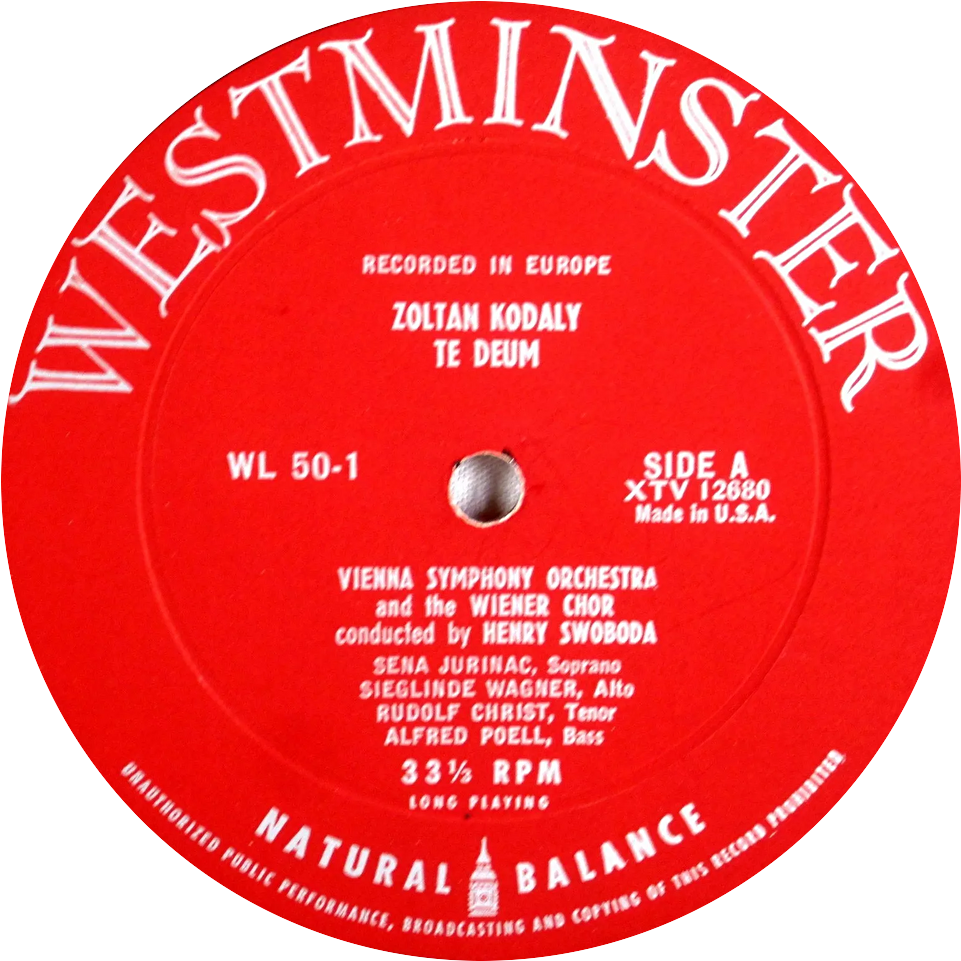
コダーイ『テ・デウム』レーベル面（1950年）

ウェストミンスター・レコードのカタログを代表するビッグ・ネームは、ヘルマン・シェルヘン、パウル・バドゥラ＝スコダ、イェルク・デームス、フェルナンド・ヴァレンティ、アントニオ・ヤニグロ等であった。レパートリーはバロック音楽とクラシック音楽を中心としており、グスタフ・マーラーやフランツ・シュミット、レインゴリト・グリエールの素晴らしい録音もあったが、現代音楽はなかった。
1950年4月に発売されたウェストミンスター・レコードの第1回新譜の4枚のアルバムのうち最初のものはコダーイの『テ・デウム』と『劇場序曲』で、カタログ番号はWL5001であった。この録音にはのちにレスピーギの『黄昏』と、シューマンの歌曲（作品39と42）で有名となったメゾソプラノ歌手のセーナ・ユリナッチが参加している。
ウェストミンスターが最初に発売したアルバムの約三分の一は室内楽作品で占められており、ピアニストのバドゥラ＝スコダとウィーン・コンツェルトハウス弦楽四重奏団およびバリリ弦楽四重奏団、コントラバス奏者のヨーゼフ・ヘルマンの組み合わせで大好評を博した、シューベルトのピアノ五重奏曲『ます』をはじめとするロマン派音楽、ハイドン、モーツァルトなどの古典派音楽、レスピーギやマルティヌーなどの新古典主義音楽にいたるまで多数ある。その中にはウィーン・コンツェルトハウス弦楽四重奏団によるシューベルトの弦楽四重奏曲全集と、バリリ弦楽四重奏団によるベートーヴェンの弦楽四重奏曲全集が含まれており、彼らと共演したウィーン・フィルハーモニー管弦楽団のクラリネット奏者であるレオポルト・ウラッハやオーボエ奏者のハンス・カメシュ、ウィーン・フィルハーモニー木管グループによる録音もある。
声楽部門ではユリナッチのほか、アフリカ系アメリカ人のメゾソプラノ歌手、ルクレティア・ウェストによるスピリチュアル集（1954年）とシューベルト歌曲集（1955年）、フランス系カナダ人のテノール歌手、レオポルド・シモノーによるデュパルク歌曲集（1956年）がある。一方、買収元のABCレコードで製作され、ウェストミンスター・レーベル名義で発売されたものには、ソプラノ歌手のビヴァリー・シルズがプリマドンナを務めた、ドニゼッティの『ランメルモールのルチア』（1972年）などのオペラ全曲録音がある。
1951年には、1933年からイギリスに疎開していた3名のオーストリア人と1名のイギリス人で編成されたロンドン・ウィーン弦楽四重奏団は、5番目のメンバーと見なされたヴィオラ奏者のセシル・アロノヴィッツとモーツァルトの『弦楽五重奏曲第4番』を録音した。数年後、彼らはアマデウス弦楽四重奏団と改称している。1955年には22歳のギタリスト、ジュリアン・ブリームがソルとヴィラ＝ロボスの作品を、1958年には15歳のピアニスト、ダニエル・バレンボイムがベートーヴェンのピアノ・ソナタを録音した。もっとも、バドゥラ＝スコダやデームスがウェストミンスターにデュオまたはソロで録音した時も彼らは20歳を少し越えたばかりだった。
他の鍵盤楽器奏者には、ラモーのクラヴサン作品全集（1955年) を録音したロベール・ヴェイロン＝ラクロワ、C.P.E.バッハとD.スカルラッティの作品を録音したニーナ・ミルキナ、 モーツァルトとD.スカルラッティ作品を録音したクララ・ハスキル、J.S.バッハとベートーヴェンのソナタを録音したエゴン・ペトリ、ラフマニノフの作品を録音したレイモンド・レーヴェンタール、ヘンデル、モーツァルト、ベートーヴェン、シューベルト、ショパン等を録音したフー・ツォンがいた。
ウェストミンスターは、1950年10月から指揮者のヘルマン・シェルヘンとのコラボレートを始め、バッハの『ミサ曲 ロ短調』と『マタイ受難曲』、モーツァルトの『レクイエム』、ハイドンとベートーヴェンの交響曲を録音した。1962年には、ベートーヴェンの『交響曲第9番』をステレオで再録音するにあたって、プロデューサーのクルト・リストは指揮者のピエール・モントゥーとロンドン交響楽団を起用し、リハーサル風景も録音した。なお、モントゥーとはベルリオーズの『ロメオとジュリエット』をカナダのテノール歌手、アンドレ・タープと録音した。『幻想交響曲』も、1958年にルネ・レイボヴィッツの指揮により録音されている。
マーラーの交響曲では、1954年に『第1番』がシェルヘンとロイヤル・フィルハーモニー管弦楽団との組み合わせで録音され、1958年に『第2番』が同じ指揮者で、独唱者にルクレティア・ウェストを迎えて、ウィーン・フィルとステレオ録音された。なお、シェルヘンはグリエールの『交響曲第3番』とバレエ音楽『赤いけしの花』も録音し、カタログに独自の貢献を果たしている。
モーツァルトの交響曲は、1955年から1956年にかけて旧全集版による全曲をロイヤル・フィルとエーリヒ・ラインスドルフによって、チャイコフスキーの三大交響曲とショスタコーヴィチの『第1番』と『第5番』を1954年から1956年にかけて同じオーケストラとアルトゥール・ロジンスキの組み合わせで録音された。なお、ロジンスキとロイヤル・フィルは、1956年にエリカ・モリーニのヴァイオリンでチャイコフスキーとブラームスの協奏曲を録音している。1959年にはエイドリアン・ボールトがホルストの『惑星』と、ヴォーン・ウィリアムズの『グリーンスリーヴスによる幻想曲』、『トマス・タリスの主題による幻想曲』を録音した。

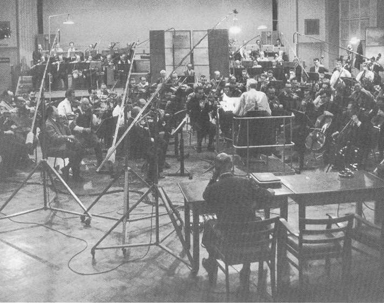
クナッパーツブッシュとミュンヘン・フィルの録音風景（1962年）

1961年、ウェストミンスターはミュンヘンを訪れ、ハンス・クナッパーツブッシュが指揮をするバイエルン国立管弦楽団と、ベートーヴェンの歌劇『フィデリオ』をジャン・ピアースやユリナッチと録音し、1962年には同じ指揮者でミュンヘン・フィルハーモニー管弦楽団とワーグナーの管弦楽曲集を、1963年には同じ組み合わせでブルックナーの『交響曲第8番』を録音した。そして、1965年6月にシェルヘンとウィーン放送管弦楽団の組み合わせによって録音された、J.S.バッハの『フーガの技法』、ハイドンの『協奏交響曲』、ダンツィの『協奏交響曲』をもって、ウェストミンスター・レコードにおける新譜製作は幕を閉じた。
ウェストミンスター・レコードのカタログは、MCAのクラシック部門を含めて、現在ドイツ・グラモフォンが管理している。

## 文献
- Frank Hoffmann (éd.); Howard Ferstler (2005). Routledge. ed (英語). Encyclopedia of Recorded Sound. New York. p. 1182. ISBN 0-415-93835-X. OCLC 53903601
- Tully Potter, ed (2014). The Westminster Legacy. pp. 18–21
- 野村三郎『ウィーン・フィルハーモニー・その栄光と激動の日々』中央公論新社、2002年、ISBN 978-4120033377